# Кеведо, Кевин
Ке́вин Марти́н Кеве́до Мате́й (исп. Kevin Martín Quevedo Mathey; род. 22 февраля 1997 года, Лима, Перу) — перуанский футболист, нападающий клуба «Мельгар».

## Клубная карьера
Кеведо начал профессиональную карьеру в клубе «Университарио». 13 августа 2016 года в матче против «Кахамарки» он дебютировал в перуанской Примере. В начале 2017 года перешёл в «Альянса Лима». 22 февраля в матче против «Комерсиантес Унидос» он дебютировал за новую команду. 12 марта в поединке против «Хуан Аурич» Кевин сделал «покер», забив свои первые голы за «Альянса Лима».

## Международная карьера
В 2017 года Кеведо принял участие в молодёжном чемпионате Южной Америки в Эквадоре. На турнире он сыграл в матчах против команд Аргентины.